# Liebe lieber ungewöhnlich – Eine Beziehung mit Hindernissen
Liebe lieber ungewöhnlich – Eine Beziehung mit Hindernissen (engl. Originaltitel: Watching the Detectives) ist eine US-amerikanische Filmkomödie aus dem Jahr 2007. Regie führte Paul Soter, der auch das Drehbuch schrieb.

## Handlung
Der Film beginnt mit einer Sequenz im Stil der Filme der 1940er Jahre, in der ein Detektiv einen Verbrecher dafür erschießt, dass dieser ein Video verspätet zurückgibt. Es zeigt sich, dass es ein Werbefilm für die Videothek Gumshoe Video ist, deren Besitzer Neil den Detektiv spielt. Neil ist ein Liebhaber der Filme, von denen er viele kennt. Am nächsten Tag kommt Violet in den Laden, die Neil 50 Dollar stiehlt und sich mit ihm verabredet. Nach der Verabredung gehen sie in die konkurrierende Videothek Media Giant, lassen sich dort nach dem Geschäftsschluss einschließen und vertauschen zahlreiche DVDs. Sie fliehen, als unerwartet Polizisten auftauchen. Neil meint, das sei sein erstes Abenteuer seit längerer Zeit.
Am nächsten Tag wird Neil von Polizisten zum Einbruch bei Media Giant befragt. Violet erscheint und lacht gemeinsam mit den vermeintlichen Polizisten über Neil. Später geht sie mit ihm ins Bett. Sie erzählt ihm von ihren Liebschaften, worauf Neil Schluss mit ihr macht.
Neil stellt fest, dass er Violet vermisst. Sie ruft ihn an und bittet ihn, zu ihr zu kommen, was er tut. Violet bestiehlt Kriminelle und fabriziert Indizien, die auf Neil als Täter hindeuten, worauf er verfolgt wird. Violet sagt ihm später, dies sei ebenfalls ein Scherz gewesen, und erwidert seine Empörung damit, dass das Leben mit ihr interessant sei.

## Kritiken
Jay Weissberg schrieb in der Zeitschrift Variety vom 14. Mai 2007, das Spiel der Hauptdarsteller bleibe „beschwingt“, obwohl die Handlung mangelhaft sei. Der Film unterscheide sich von Is’ was, Doc? dadurch, dass der von Lucy Liu gespielte Charakter bewusst für Chaos sorge. Liu spiele genüsslich und nutze ihren Charme, um den dargestellten Charakter vor Verdruss zu bewahren. Ihre und Murphys Chemie trage den Film.

## Auszeichnungen
- Jupiter 2009 in der Kategorie Beste DVD-Premiere.

## Hintergründe
Der Film wurde in New York City und in einigen Orten in New Jersey gedreht. Seine Weltpremiere fand am 1. Mai 2007 auf dem Tribeca Film Festival statt, dem einige weitere Filmfestivals folgten. Am 14. Februar 2008 kam er in die ausgewählten Kinos der USA.